# Mircea Sandu
Pour les articles homonymes, voir Sandu.
Mircea Traian Sandu, né le 22 octobre 1952 à Bucarest, est un ancien joueur international roumain de football.

## Carrière

### De joueur

#### En club
Ce célèbre attaquant a effectué la majeure partie de sa carrière au Sportul Studențesc, où il a disputé 422 matches et inscrit 165 buts. Avec son club, il a participé à 3 Coupe UEFA (1983, 1984 et 1985), où il a atteint à chaque fois les 1/32e de finale.
Au total, il a joué 407 rencontres de première division.

#### En sélection
Mircea Sandu compte 18 matches et 6 buts avec l'équipe nationale. Il a effectué ses grands débuts internationaux le 8 avril 1972 à Bucarest contre la France (victoire 2-0). Il a disputé la première mi-temps, avant de se faire remplacer par Flavius Domide.

### De dirigeant
Depuis 1990, il est le président de la Fédération de Roumanie de football, et a été réélu en 2005. Il est également membre du Comité exécutif de l'UEFA depuis le 26 janvier 2007. Il est reconnu pour son style autoritaire et mandarin.  Dans la presse et la communauté footballistique roumaine son surnom est « Nasu »   (Le parrain). 

### Palmarès
- Championnat de Roumanie D2 : 1972
- Finaliste de la Coupe de Roumanie : 1979
- Coupe des Balkans des clubs : 1979
- Finaliste de la Coupe des Balkans des clubs : 1976
- Vice-Champion de Roumanie : 1986